# Martin Machowecz
Martin Machowecz (* 1988 in Meißen) ist ein deutscher Journalist. 2023 wurde er stellvertretender Chefredakteur der Wochenzeitung Die Zeit.

## Leben
Martin Machowecz wuchs in Meißen auf. Er besuchte das Geschwister-Scholl-Gymnasium Nossen. In seiner Jugendzeit gründete er eine Schülerzeitung. Er begann als Autor für die Sächsische Zeitung zunächst im Lokalteil zu arbeiten, später im Ressort Kultur und Gesellschaft, bevor er Politikwissenschaften in Leipzig studierte. Von 2008 bis 2010 besuchte er die Deutsche Journalistenschule in München. Seit 2011 ist er als Redakteur für Die Zeit tätig. 2017 übernahm er die Leitung des Leipziger Büros der Wochenzeitung. 2018 wurde er auf diesem Posten mit dem Thüringer Journalistenpreis ausgezeichnet.
2021 übernahm er zusammen mit Jochen Bittner das Ressort „Streit“ in der Zentralredaktion in Hamburg. 2023 stieg er zum stellvertretenden Chefredakteur auf.

## Auszeichnungen
- 2018: Thüringer Journalistenpreis[7]